# Tripterigijum
Tripterigijum (lat. Tripterygium) je maleni biljni rod iz porodice kurikovke (Celastraceae). Pripadaju mu dvije vrste, od kojih je najpoznatija Tripterygium wilfordii, koja je nazvana »vino boga groma«, i koja navodno sadržava jedan sastojak, za koji se kaže, da kroz 40 dana u potpunopsti očisti organizam od raka.
Tripterygium wilfordii raste u Kini, Tajvanu, Japanu i Korejskom poluotoku. Drga vrsta, Tripterygium doianum, s otoka je Kyushu u Japanu.